# Leody de Guzman
Leodegario Quitáin de Guzmán (Naujan, 25 luglio 1959) è un sindacalista e attivista filippino.
Sindacalista e militante di ideologia socialista, è fondatore del Bukluran ng Manggagawang Pilipino.

## Biografia
Nativo di Naujan, frequentò l'omonima accademia della municipalità.
Sull'onda della sua simpatia verso la guerra popolare condotta dal Partito Comunista delle Filippine di Jose Maria Sison, nella prima metà degli anni 1980 si unì a manifestazioni di estrema sinistra contro l'amministrazione del presidente e dittatore Ferdinand Marcos. Entrò quindi a far parte del Kilusang Mayo Uno (KMU), sindacato nato per rappresentare le organizzazioni dei lavoratori del paese contro l'amministrazione e l'imperialismo statunitense, divenendo noto con l'appellativo di Ka Leody.
A seguito di conflitti interni con alcuni esponenti del sindacato, il 14 settembre 1993 lasciò il KMU per fondare il Bukluran ng Manggagawang Pilipino (BMP), di cui è presidente. Nel corso degli anni mantenne comunque stretti rapporti con entità politiche quali Bayan Muna e Akbayan, e nel 2009 divenne membro del Partido Lakas ng Masa (PLM).
Sul finire del 2018 ha annunciato la propria candidatura al Senato delle Filippine in rappresentanza del PLM. Ha quindi sostenuto una campagna politica contro la pena di morte nelle Filippine, la legge marziale a Mindanao e la contrattualizzazione – importanti tematiche del governo Duterte –, e spinto per una maggiore attenzione nei confronti di lavoratori e contadini. Pur trattandosi di una piattaforma consone alle ideologie politiche della coalizione Otso Diretso, affiliata al Partito Liberale, nel corso della campagna De Guzmán ha preferito mantenere le distanze dal longevo partito, definendo il BMP come la "terza forza in gioco, in contrapposizione al regime tirannico Duterte e all'élite d'opposizione gialla" (in riferimento al colore ufficiale dei liberali). Alle elezioni si è classificato 38º su 62 candidati, con quasi 900.000 voti.
Nell'ottobre 2021 ha annunciato la sua candidatura alle presidenziali del 2022 sotto il Partido Lakas ng Masa, di ideologia socialista democratica, selezionando come suo vicepresidente l'ex deputato Walden Bello.